# 桐山街道 (宁远县)
桐山街道是中华人民共和国湖南省永州市宁远县下辖的一个街道办事处。

## 历史沿革
2015年1月6日，将宁远县天堂镇的下河洞村、高岗头村、寡婆桥村、刘子用村、麦地江村等5个建制村划归到桐山街道。

## 行政区划
桐山街道下辖以下村级行政区划单位：
舜源社区、重华社区、桐山村、宝塔脚村、仁山庙村、大种地村、五里桥村、福禄淌村、老村屋村、鸟立塘村、福家坪村和祥文福村。
2015年1月6日调整后，下辖葫芦淌村、宝塔脚村、桐山村、老村屋村、五里桥村、鸟立塘村、神家坪村、祥文福村、仁山庙村、大种地村、下河洞村、高岗头村、寡婆桥村、刘子用村、麦地江村15个村，舜源、重华2个居委会。